# Ashour El Adham
Mohamed Ashour El-Adham (tiếng Ả Rập: محمد عاشور الأدهم) là một cầu thủ bóng đá người Ai Cập thi đấu cho câu lạc bộ tại Giải bóng đá ngoại hạng Ai Cập El-Masry.
Anh là một tiền vệ phòng ngự có sức mạnh và lực sút tốt. Anh được biết đến với khả năng sút xa và ghi nhiều bàn thắng cho câu lạc bộ trước El-Ittihad.

## Sự nghiệp
Vào tháng 6 năm 2010, El-Adham ký bản hợp đồng 4 năm để gia nhập Zamalek từ El-Masry như là một phần của thương vụ hoán đổi. El Masry ký hợp đồng với Ahmed Magdy và Ahmed El Merghany.